# 広川太一郎
広川 太一郎（ひろかわ たいちろう、1939年〈昭和14年〉2月15日 - 2008年〈平成20年〉3月3日）は、日本の俳優、声優、司会者、ラジオDJ。東京府東京市豊島区巣鴨（現：東京都豊島区巣鴨）出身。
妻は女優の加茂良子。実妹は声優兼歌手の広川あけみ。作曲家の藤森崇多は甥。
コメディ作品などにおける言葉遊びを駆使したアドリブや独特な口調は「広川節」などと呼ばれ親しまれた。

## 略歴
松竹、中田プロ、東名企画を経て、フリーランスで活動。個人事務所のオフィス広川を経営していた。

### キャリア
父親が大都映画所属のカメラマンだったこともあり、生後すぐから小学3年生頃まで映画に出演していた。
中野区立第九中学校（現：中野区立中野中学校）、東京都立文京高等学校卒業。小さい頃から学校教師、ジャーナリスト、演劇人に憧れ中学時代から、将来はどれかになろうと決めていたといい、高校時代に演劇部へ所属したことを機に、演劇人になることを決意する。
日本大学芸術学部演劇学科卒業。在学中は、自ら結成した落語研究会で講師となった柳家つばめから大きな影響を受ける。大学卒業後、舞台俳優を目指し俳優の道へ進んだ。

### 声優として
1961年、大学の先輩であり東北新社にて吹き替えディレクターをしていた小林守夫から声をかけられたことで、海外ドラマ『シャノン』の吹き替えでデビュー。その2年後に『ハワイアン・アイ』の吹き替えでレギュラー出演して以降は、声優としての活動が中心となった。
1969年、アニメ『ムーミン』にスノーク役で出演。自身の味を出そうと考えこんだ時期でもあり、他のキャラクターとのギャップを広げようと語尾を変えたり工夫した結果、独特なアドリブスタイルが完成された。それが評判となり、吹き替えなどの他作品でもその口調を求められることが増加。広川は後に「自分にとってもターニングポイントになったのがスノークでした」と述べている。
全盛期にはCMナレーションを月に30〜40本務めており、加えて『おはようテレビ朝日』や『競馬中継』などのテレビ番組の司会、ラジオ番組のパーソナリティといったタレント活動も行っていた。

### 晩年・死去
晩年になってからもナレーションを中心に精力的に活動していたが、その後体調を崩すようになる。
2008年3月3日、癌のため東京都渋谷区の病院にて死去。69歳没。第2回声優アワードの冒頭で訃報が告げられた。同年2月下旬に行われた『モンティ・パイソン・アンド・ホーリー・グレイル』DVD版のナレーション収録が最後の仕事となった。

## 人物
渋い二枚目からコミカルなキャラクターまで幅広く演じている。洋画ではトニー・カーティス、エリック・アイドル、マイケル・ホイ、ロジャー・ムーア、ディーン・マーティン、ダン・エイクロイド、ロバート・レッドフォードなどを持ち役とする。アニメでは『宇宙戦艦ヤマト』シリーズの古代守役や『ムーミン』のスノーク役などがある。
劇団やプロダクションには属さず、一貫してフリーで活動した。このことに関して、舞台俳優を目指した新人時代に見学した複数の劇団が入団条件にしていた「研究生になること」に抵抗があったことや、口幅たい言い方とした上で「なんかケツの穴の小っちぇ世界だなあ」と思ったことから躊躇していた結果、流れでフリーランスとならざるを得なくなった、と後に回想している。また、その躊躇していた頃に声優としての仕事を取れたことで、晩年には「浮き草みたいに自由にやってきた。自分でも今日までよく、ひとりでやってこられたなあという気がします（笑）」と語っている。

### 広川節
コメディ作品などでは、ダジャレなどのアドリブを吹き替えに交えて作品の魅力を引き出した。「ようっとな」「いいんでないかい」「なんともはや」「…っちゃったりなんかして」「はた?」「恥ずらかしい」「きらーん♪」といった台詞回しは「広川節」「広川調」と呼ばれ親しまれた。広川自身はこれについて「披露したのは全出演作のうち2割ほどだが、それが突出して世間に行き渡っている」と述べている。
言葉遊びについて、原点は大学の落語研究会所属時だといい「昔からある言葉にフリカケをすることで、今に蘇らせたいんですよ。たとえば“けっこう毛だらけ猫はいだらけ”って言葉のあとに､“サハラ砂漠は砂だらけ”って繋げると、なんだか面白いセンテンスになるでしょ」と語っている。また、吹き替えでは日本だと伝わらないジョークなどもあり「日本人が聞いているんだから、今生きてる日本語でもって伝えたいなということが芯にあったんです。そのためには、ちょっととっちらかってもいいかなってやったことなんです」と発言している。
アドリブと称される独特のフレーズについて、実際には最初からシナリオ通りだったとインタビューなどで発言している。事前にもらった台本に自身が考えた駄洒落やフレーズをびっしりと書き込み、これを基にスタッフと打ち合わせをして収録するのだという。アフレコでは共同作業であることを考慮し、リハーサルのうちから共演者に内容を明かしていた。一方で『ダンディ2 華麗な冒険』で広川と共演したささきいさおは、広川が「いさおちゃんだから」とリハーサルと本番で異なるアドリブを披露していたことを後に明かしている。
「アドリブはあくまで作品をより魅力的にするためのもの」と心がけていたため、アドリブが合わないと感じた作品には一切アドリブを入れず、弁えた姿勢で臨んでいたという。実際に、『007 美しき獲物たち』の吹き替えではリハーサル中から「ヘンなアドリブは入れません」と公言していたといい、演出を手掛けた伊達康将も「最初からアドリブはしないと決めていたんだろう」と当時を回想している。一方で、いざという時のアドリブに備える一面もあり、シリアスな作品である『スパイ・ゲーム』にて共演した森川智之は、広川が台本にダジャレをいくつか書き込んでいたのを目撃し「うわぁ、スゴイなぁ」と驚嘆したことを明かしている。
ゲーム『天外魔境 第四の黙示録』では悪役の一人であるDr.Mを演じているが、ここでも随所でアドリブを入れており、テキストで表示される台詞と広川の音声による台詞が一致しないという現象が生じている。
晩年は、広川のアドリブで育ったファンが制作者側となりオファーされることが増加していた。テレビアニメ『MEZZO -メゾ-』の黒川健一役や特撮『獣拳戦隊ゲキレンジャー』の臨獣ピッグ拳タブー役では事前から台詞にこれらの演出があり、後者においては広川の出演を知った番組アクション監督の石垣広文が「広川さんが（声を）演るなら、オレがタブー（のスーツアクター）演りますよ。誰か別の監督立てて下さい」と申し出たという。

### エピソード
本名は「諶次郎」だが、書く時に困るため、姓名判断に凝っている知り合いの妻が芸名を「太一郎」と命名してくれたという。当時は「田舎大名みたいだ」と皆吹き出していたという。
吹き替えについて、口パクなどの間尺を合わせるリップシンクは基本だとしつつも、リップシンクばかりが最優先されることには疑問を呈していた。広川自身は吹き替えにある程度慣れると台詞を生かす方に力を入れるようになり、その結果アドリブをするようになったという。
表現者や演者などクリエーターを目指す人に対しては、「始めは模倣やモノマネからはじめてもいい。モノマネとはある意味その人をリスペクトしているということ。そこからそのモノマネを吸収、たまったものを発酵させてしっかりオリジナリティをもった表現者になってほしいと思うし、僕もそういう風にありたいと思っている」という趣の言葉を残している。
先輩の羽佐間道夫とは声質が似通った部分があり、吹き替えで同じ俳優を担当することがあった。
『ローマの休日』ではフジテレビ'72年版とテレビ朝日版の2バージョンに渡って美容師のマリオ・デラーニを演じているが、広川はアドリブで所謂"オネエキャラ"にアレンジし、広川以外がマリオを演じた後発のバージョンでも踏襲されるようになった。2024年に4K版が劇場公開されることになった際にはテレビ朝日版が選ばれたが、配給を担当するTCエンタテインメントは広川がマリオを演じていることが理由の一つになったことを明かしている。
『Mr.BOO!』シリーズがフジテレビで放送された際、担当したマイケル・ホイの台詞が「もたもたして古臭い。吹き替えで面白くしないと」と感じ、ディレクター（春日正伸）と相談してオリジナルにない「広川節」を連発しヒットした。2005年にシリーズのDVDが発売された際には、一部を除いて当時の吹替が収録。発売記念で来日したマイケル・ホイは会見で「（人気の理由の）一つにはこの広川さんの声の吹き替えがあったから。彼の吹き替えは生き生きしていて本当に素晴らしい！」と語り、広川との対談も実現した。
「007シリーズ」以降、ジェームズ・ボンド演じるロジャー・ムーアの吹き替えをフィックスとして多く担当。ムーアの吹き替えは、広川の”二枚目路線”を代表する仕事のひとつとなった。2006年にDVD発売のため行ったシリーズの吹き替え新規制作では、当時のテレビ版吹き替えから広川のみが続投。結果的にこれは広川の最晩年を代表する仕事となった。演出を担当した福永莞爾は「印象に残っているのは、広川太一郎さんですね」「まったく元気そうでしたよ。別録りもせず、みんなと一緒に録ってますし、まったく（病気の）兆候はありませんでした。」などと話し、最晩年の広川のプロとしての矜持を感じさせる証言を残している。
ラジオ関東の深夜放送『男たちの夜かな』では、私財をなげうち自らスポンサーとなっていた。女学生を中心に莫大な投書が寄せられ、シンナー中毒の女学生とその友人の話を聴くために自ら更生施設へ出向いたこともあったという。
子安武人は尊敬する役者に広川の名を挙げており、彼が死去した際には自身の公式ブログで「心の師逝く。」と題した追悼コメントを出した。広川の存在があったからこそ、超絶二枚目を演じている子安がギャグ三枚目まで演じているようなものであった。後ろに広川という大きな存在があったからこそ「二枚目から三枚目に崩せるんじゃないかなあ」といい、広川自身は2枚目を追及していたことに子安は「惹かれているんだ」と思った。子安は広川と共演したことがなく共演してなかったことからイメージだけが残っていたと語っていた。広川の甥である藤森崇多は、自身が公式動画などで様々な駄洒落（藤森自身は「おやじギャグ」とかけて「こやじギャグ」と称している）を披露していることについて、広川に影響を受けており、尊敬する「コヤジスト」であると発言している。
広川本人が公認した「広川節」のものまねで知られる人物として、イラストレーターのもりいくすおがいる。ファンを中心に「二代目広川太一郎を名乗ってほしい」などと評価され、1990年に羽佐間道夫は「あなたすごい」「もう少しであいつもくたばりますから（笑）代わりになれるよ絶対」と評した（後日、広川はこの羽佐間の評に「先輩ですし⋯僕は“あの野郎”の悪口は言ったことない（笑）」とコメントしている。）。同年、ラジオ番組『コサキン無理矢理100%』にて電話中継で初共演した際、もりいの広川節を聞いた広川はそのネタの構成力やオリジナリティを称賛すると共に、「本人を超えてる」「よくあるものまねのように誇張したり馬鹿にせず、僕をここまでアカデミックに研究した彼に抱擁したいくらいだ」と太鼓判を押した。
その後、広川没後に製作されたアニメ『プリンセス・プリンシパル』にて、広川を意識した役にもりいが起用された。

## 出演
※太字はメインキャラクター。

### 吹き替え

#### 担当俳優
エリック・アイドル
- モンティ・パイソン・シリーズ
  - 空飛ぶモンティ・パイソン （1976年−1977年、本人）※東京12ch版
  - ラトルズ （1978年、本人、ダーク・マクィックリー、レポーターなど）※東京12ch版
  - モンティ・パイソン・アンド・ホーリー・グレイル（1979年、本人）※劇場公開版
  - モンティ・パイソン・アンド・ナウ （1986年、本人）※ソフト版
  - ライフ・オブ・ブライアン（不明、本人）
  - 人生狂騒曲（2002年、本人）

- キャスパー（1998年、ディッブス）※日本テレビ版

エルヴィス・プレスリー
- 恋のKOパンチ（1972年、ウォルター・ガリック）※NET版
- さまよう青春（不明、ディーク・リバース）
- G.I.ブルース（不明、タルサ）
- 青春カーニバル（不明、チャーリー・ロジャース）
- バギー万才!!（不明、グレッグ・ノーラン）
- 夢の渚（不明、トビー）

クエンティン・タランティーノ
- フォー・ルームス（1996年、チェスター・ラッシュ)  ※ソフト版
- フロム・ダスク・ティル・ドーン （1996年、リチャードリッチー) ※ソフト版
- リトル★ニッキー（2001年、ディーコン神父)  ※ソフト版

クリフ・ロバートソン
- 633爆撃隊（1972年、ロイ・グラント）※NET旧版
- アカプルコの出来事（1972年、ピート・ジョーダン）※NET版
- 633爆撃隊（1976年、ロイ・グラント）※NET新版

ゲイリー・マーシャル
- おかしなおかしな女の子（1969年、ジーン・ブレア）※TBS版
- 空爆特攻隊（1973年、タフィー・ハワード少佐）※NET版

ジャン＝クロード・ブリアリ
- 黒衣の花嫁（1974年、コリー）※NET版
- まぼろしの市街戦（1974年、トレフル公爵）※NET版

ジョン・レノン
- ビートルズがやって来るヤァ!ヤァ!ヤァ!（1971年、本人）※NET版
- ヘルプ!4人はアイドル（1971年、本人）※NET版

ジーン・ワイルダー
- ヤング・フランケンシュタイン （1979年、フランケンシュタイン博士） ※テレビ朝日版
- 大陸横断超特急 （1981年、ジョージ・コールドウェル） ※LD版
- 新シャーロック・ホームズ おかしな弟の大冒険  （1981年、シガーソン・ホームズ）※テレビ朝日版
- 大陸横断超特急 （1982年、ジョージ・コールドウェル） ※日本テレビ版
- サンデー・ラバーズ（不明、スキッピー）

ダドリー・ムーア
- ファール・プレイ（1982年、スタンリー）※テレビ朝日版
- テン（1985年、ジョージ・ウェバー）※テレビ朝日版

ダン・エイクロイド
- 大逆転  （1986年、ルイス・ウィンソープ3世） ※日本テレビ版
- ネイバーズ（1987年、ヴィクター・ゼック）※日本テレビ版
- ゴーストバスターズ  （1989年、レイモンド・スタンツ博士）※テレビ朝日版
- ドラグネット 正義一直線（1991年、ジョー・フライデー）※テレビ朝日版

ディーン・マーティン
- ナイスガイ・ニューヨーク （1970年、浮浪者）※フジテレビ 版
- エルダー兄弟 （1971年、トム・エルダー）※フジテレビ版
- サイレンサー/沈黙部隊 （1971年、マット・ヘルム）※東京12ch版
- 底抜け西部へ行く （1971年、スリム）※東京12ch版
- 5枚のカード （1973年、ヴァン・モーガン）※東京12ch 版
- リオ・ブラボー （1973年、デュード）※フジテレビ版
- 画家とモデル （1974年、リック・トッド）※東京12ch版
- オーシャンと十一人の仲間 （1974年、サム・ハーモン） ※フジテレビ版
- 底抜け西部へ行く （1979年、スリム）※フジテレビ版

トニー・カーティス
- 成功の甘き香り （1967年、シドニー・ファルコ ）※NET版
- お熱いのがお好き （1967年、ジョー / ジョセフィン ）※NET版
- 最后の接吻 （1968年、ブリット・ハリス ）※NET版
- 手錠のまゝの脱獄 （1968年、ジョーカー）※NET版
- 野望に燃える男（1969年、マーティン・N・フェン）※NET版
- 秘密殺人計画書 （1969年、本人）※NET版
- 魔術の恋 （1969年、ハリー）※東京12ch版
- ペティコート作戦 （1969年、ホールデン大尉）※NET版
- 求婚専科 （1970年、ボブ ）※NET版
- フォルウォスの黒楯 （1970年、マイルズ ）※NET版
- 隊長ブーリバ （1971年、アンドレ・ブーリバ）※NET旧版
- ニューマンという男 （1972年、ライボウィッツ伍長）※TBS版
- 40ポンドのトラブル（1972年、スティーブ・マクラスキー）※TBS版
- パリで一緒に （1972年、フィリップ）※東京12ch版
- ヴァイキング（1973年、エリック）※NET版
- 絞殺魔（1973年、アルバート・デサルヴォ）※NET版
- サンタモニカの週末（1973年、カーロ）※東京12ch版
- おれの女に手を出すな（1973年、トム・フェリス大佐）※NET版
- 隊長ブーリバ（1973年、アンドレ・ブーリバ）※NET新版
- グレートレース（1974年、グレート・レスリー）※NET版
- ダンディ2 華麗な冒険（1974年−1975年、ダニー・ワイルド）※NET版
- ペティコート作戦 （1976年、ホールデン大尉）※日本テレビ版
- ヴァイキング（1976年、エリック）※TBS版
- スパルタカス（1977年、アントニウス）※フジテレビ版
- モンテカルロ・ラリー（1977年、チェスター・スコフィールド）※日本テレビ版
- 暗黒街の顔役（1978年、ルイス・バカルター）※フジテレビ版
- ベガス（1979年−1981年、フィリップ・ロス）※日本テレビ版
- クリスタル殺人事件（1983年、マーティン・N・フェン）※TBS版
- ターザン ニューヨークへ行く（2000年、アルキメデス）※NHK版 　　
- アドベンチャー（不明、アダム）
- アリババの復讐（不明、カシュマ・ババ）
- がんばれ!ベアーズ大旋風 -日本遠征-（不明、マービン）
- 休暇はパリで（不明、ポール・ホッジス）
- ジョニイ・ダーク（不明、ジョニイ・ダーク）
- 盗賊王子（不明、ジュルナ）
- ボーイング・ボーイング（不明、バーナード）
- ムッシュ・コニャック（不明、テリー・ウィリアムズ）

ノーム・ピトリック
- 奥さまは魔女  ※NET版
  - 第204話 『こたつの正体は…』（1970年、ニュートン）
  - 第209話『変てこりんな犬』（1970年、アシュレー）

パオロ・カルリーニ
- ローマの休日（1972年、理容師マリオ）※フジテレビ版
- ローマの休日（1979年、理容師マリオ）※テレビ朝日版

バート・レイノルズ
- ラッキー・レディ（1978年、ウォーカー）※フジテレビ版
- キャット・ダンシング（1979年、ジェイ・グロバート）※フジテレビ版

フィリップ・ルロワ
- 黄金の七人（1975年、アルベール教授）※NET版
- 続・黄金の七人 レインボー作戦（1975年、アルベール教授）※NET版

マイケル・ケイン
- 大侵略（1973年、ダグラス大尉）※NET版
- 燃える戦場（1975年、トッシュ・ハーン）※NET版
- スウォーム（1980年、ブラッドフォード・クレイン博士）※テレビ朝日版
- 鷲は舞いおりた（1982年、クルト・シュタイナー）※テレビ朝日版
- ミニミニ大作戦（不明、チャーリー・クローカー）※機内上映版

マイケル・ホイ
- Mr.BOO!シリーズ
  - Mr.Boo!ミスター・ブー（1981年、ウォン・ヨクシー所長）※フジテレビ版
  - Mr.Boo!インベーダー作戦（1982年、ブー・ホウヒ）※フジテレビ版
  - Mr.Boo!ギャンブル大将（1982年、ブン兄貴）※フジテレビ版
  - 新Mr.Boo!アヒルの警備保障（1983年、チョウ・サイチョン隊長）※フジテレビ版
  - 新Mr.Boo!鉄板焼（1988年、ジョニー）※フジテレビ版
  - 新世紀Mr.Boo! ホイさま カミさま ホトケさま（2005年、魔法学校校長）
  - 新Mr.Boo!お熱いのがお好き（不明、ファット）

- キャノンボール（1984年、本人）※フジテレビ版
- キャノンボール（1987年、本人）※テレビ朝日版
- プロジェクトBB（2007年、大家）※フジテレビ版

マルチェロ・マストロヤンニ
- イタリア式離婚狂想曲（1971年、フェルディナンド・チェファルー男爵）※東京12ch版
- モン・パリ（1979年、マルコ・マゼッティ）※テレビ朝日版

メル・ファーラー
- 戦争と平和（1970年、アンドレイ・ボルコンスキー）※NHK版
- 戦争と平和（1972年、アンドレイ・ボルコンスキー）※フジテレビ版
- 戦争と平和（1980年、アンドレイ・ボルコンスキー）※テレビ朝日版

リー・メジャース
- 600万ドルの男（1974年−1980年、スティーブ・オースティン）※NET版
- 地上最強の美女バイオニック・ジェミー（1977年−1978年、スティーブ・オースティン）※日本テレビ版
- 超高層プロフェッショナル（1983年、マイク・キャットン）※フジテレビ版
- キラーフィッシュ（1986年、ラスキー）※フジテレビ版
- V.I.P.（不明、ジェド・アイアンズ）
  - 第44話『パパはスパイ!?』

ロジャー・ムーア
- 大逆転（1975年、ゲイリー・フェン）※TBS版
- ワイルド・ギース（1980年、ショーン・フィン）※テレビ朝日版
- 007シリーズ（ジェームズ・ボンド）
  - 007 死ぬのは奴らだ（1981年）※TBS旧版
  - 007 黄金銃を持つ男（1982年）※TBS版
  - 007 私を愛したスパイ（1983年）※TBS旧版
  - 007 ムーンレイカー（1984年）※TBS版
  - 007 ユア・アイズ・オンリー（1987年）※TBS版
  - 007 死ぬのは奴らだ（1988年）※TBS新版
  - 007 オクトパシー（1988年）※TBS版
  - 007 私を愛したスパイ（1989年）※TBS新版
  - 007 美しき獲物たち（1991年）※TBS版
  - 007 死ぬのは奴らだ（2006年）※ソフト版
  - 007 黄金銃を持つ男（2006年）※ソフト版
  - 007 私を愛したスパイ（2006年）※ソフト版
  - 007 ムーンレイカー（2006年）※ソフト版
  - 007 ユア・アイズ・オンリー（2006年）※ソフト版
  - 007 オクトパシー（2006年）※ソフト版
  - 007 美しき獲物たち（2006年）※ソフト版

- オフサイド7（1982年、オットー・ヘクト少佐）※TBS版
- キャノンボール（1984年、シーモア・ゴールドファーブJr）※フジテレビ版
- シーウルフ（1984年、ギャビン・スチュワート大尉）※テレビ東京版
- ロジャー・ムーア/冒険野郎（1985年、セバスチャン）※TBS版
- キャノンボール（1987年、シーモア・ゴールドファーブJr）※テレビ朝日版
- 北海ハイジャック（1988年、フォークス） ※テレビ朝日版
- サマー・シュプール（1992年、ジョージ）※ソフト版
- サンデー・ラバーズ（不明、ハリー・リンドン）

ロック・ハドソン
- 怒りの河（1968年、トレイ・ウィルソン） ※NET版
- 大空の凱歌（1968年、ディーン・ヘス） ※NET版
- 男性の好きなスポーツ（1971年、ロジャー・ウィロビー） ※TBS版
- 限りなき追跡（1972年、ベン・ウォーレン） ※日本テレビ版
- 北極の基地/潜航大作戦（1973年、ジェームズ・フェラデイ中佐）※東京12ch版
- アパッチの怒り（不明、タザ）
- 進め!ベンガル連隊（不明、ジェフリー）
- すべてをアナタに（不明、ポール）

ロッサノ・ブラッツィ
- 若草物語（1972年、ベア教授）※東京12ch版
- 南太平洋（1973年、エミール・デ・ベック）※TBS版

ロバート・レッドフォード
- 雨のニューオリンズ（1975年、オーエン・リゲート） ※日本テレビ版
- 遠すぎた橋（1978年、ジュリアン・クック少佐） ※日本テレビ版
- 華麗なるヒコーキ野郎（1979年、ウォルド・ペッパー） ※TBS版
- 大統領の陰謀（1980年、 ボブ・ウッドワード） ※TBS版
- 明日に向って撃て!（1981年、サンダンス・キッド） ※LD版
- 華麗なるギャツビー（1984年、ギャツビー）※TBS版
- 夜霧のマンハッタン（1990年、トム・ローガン） ※テレビ東京版
- スパイ・ゲーム（2005年、ネイサン・ミュアー） ※テレビ東京版
- スティング（不明、ジョニー・フッカー）

ローレンス・ハーヴェイ
- 影なき狙撃者（1969年、ベネット・マーコ）※NET版
- 獅子王リチャード（1969年、ケネス卿）※NET版
- バターフィールド8（1971年、ウェストン・リゲット）※東京12ch版
- 暴行（1972年、ウェイクフィールド大佐）※東京12ch版
- アラモ（1972年、ウィリアム・トラヴィス大佐）※NET版
- 夜をみつめて（1978年、ジョン・ホイーラー）※テレビ朝日版

#### 映画
放送時期不明
- アメリカン・ブルーパーズ（ナレーション）
- 海の征服者（ジェイミー・ウォリング〈タイロン・パワー〉）
- オスカー（フランキー〈スティーヴン・ボイド〉）
- 禁断の惑星（ジェリー・ファーマン大尉〈ジャック・ケリー〉）※テレビ朝日版
- クィーン・コング（レイ・フェイ〈ロビン・アスクイズ〉）
- 恋するパリジェンヌ（ポール〈ディック・ヴァン・ダイク〉）
- スター・ウォーズ エピソード4/新たなる希望（ナレーター「THE STORY OF THE STAR WARS」版
- ハネムーン（アントニオ〈アントニオ〉）※NHK
- フランス式十戒（ディディエ〈ジャン＝クロード・ブリアリ〉）

1964年
- 西部の無法男（マイク・ベイカー中尉〈ジム・デイヴィス〉） ※日本テレビ版

1967年
- 赤い家（テラー〈ロリー・カルホーン〉）※NET版
- マダムと泥棒（ハリー・ロビンソン〈ピーター・セラーズ〉）※東京12ch版

1968年
- サイコ（サム・ルーミス〈ジョン・ギャヴィン〉）※東京12ch版
- 黒い稲妻（マイケル・キシュナー〈トニー・ザイラー〉）※東京12ch版

1969年
- 殿方ご免遊ばせ（ミシェル・ルグラン〈アンリ・ヴィダル〉）※東京12ch版
- 大海賊（ジャン・ラフィット〈ユル・ブリンナー〉）※NHK版
- 空から星が降ってくる（ハインツ・ノルマン〈トニー・ザイラー〉）※NHK版
- ガラスの靴（チャールズ王子〈マイケル・ワイルディング〉）※NHK版

1970年
- らせん階段（パリー医師〈ケント・スミス〉）※NET版
- 昼下りの決斗（ヘック・ロングツリー〈ロン・スター〉）※東京12ch版
- 地上最大のショウ（グレート・セバスチャン〈コーネル・ワイルド〉）※東京12ch版
- 皇太子の初恋（カール・フランツ〈エドマンド・パードム〉）※TBS版
- 凶人ドラキュラ（チャールズ・ケント〈フランシス・マシューズ〉）※東京12ch版
- 去年の夏 突然に（ジョージ・ホリー〈ゲイリー・レイモンド〉）※NET版
- フランケンシュタイン 死美人の復讐（ハンス〈ロバート・モリス〉）※NET版
- 吸血ゾンビ（ピーター・トンプソン〈ブルック・ウィリアムズ〉）※東京12ch版
- 昼下りの情事（ミシェル〈ヴァン・ドゥード〉）※NET版

1971年
- 黄金に賭ける男（ジョージ〈ジョージ・ハミルトン〉）※TBS版
- テキサス（ドン・アンドレア・バルダザール〈アラン・ドロン〉）※TBS版
- 宇宙戦争（クレイトン・フォレスター博士〈ジーン・バリー〉）※フジテレビ版
- テラー博士の恐怖（ベイリー〈ロイ・キャッスル〉）※フジテレビ版

1972年
- 宇宙からの侵入者（ファージ〈ジア・モヒーディン〉）※NHK版
- ジョーカー野郎（デヴィッド〈オリヴァー・リード〉）※NET版
- 何かいいことないか子猫チャン（マイケル〈ピーター・オトゥール〉）※TBS版
- 恐怖の報酬（マリオ〈イヴ・モンタン〉）※日本テレビ版

1973年
- ピンクの豹（ジョージ・リットン〈ロバート・ワグナー〉）※NET版
- 地上最大の脱出作戦（キャッシュ大尉〈ディック・ショーン〉）※NET版
- 駅馬車（リンゴ・キッド〈アレックス・コード〉）※東京12ch版
- 炎の女（レオ〈ジョン・リチャードソン〉）※フジテレビ版
- ミクロの決死圏（グラント〈スティーヴン・ボイド〉）※東京12ch版
- 突撃隊（コービー〈ボビー・ダーリン〉）※フジテレビ版

1974年
- 地球最後の日（デヴィッド・ランドール〈リチャード・デア〉）※フジテレビ版
- 紳士は金髪がお好き（ガス・エズモンド・ジュニア〈トミー・ヌーナン〉）※フジテレビ版
- ジョンとメリー（ジョン〈ダスティン・ホフマン〉）※フジテレビ版

1975年
- 地底探検（アレクサンダー・マキュアン〈パット・ブーン〉）※フジテレビ版
- 宇宙からの脱出（クレイトン・ストーン〈ジェームズ・フランシスカス〉）※NET版

1976年
- チャレンジャー（パコ〈ニコ・ミナルドス〉）※フジテレビ版
- おかしなおかしな大泥棒（ウェブスター〈ライアン・オニール〉）※NET版

1977年
- クィーン・メリー号襲撃（ビック〈トニー・フランシオサ〉）※NET版
- コマンチェロ（ポール・リグレット〈スチュアート・ホイットマン〉）※NET版
- 血斗のジャンゴ（ブラッド・フレッチャー〈ジャン・マリア・ヴォロンテ〉）※NET版
- ゴルゴ13 九竜の首（主任刑事 スミニー〈嘉倫〉）※劇場公開版
- 雨に唄えば（コズモ・ブラウン〈ドナルド・オコナー〉）※フジテレビ版

1978年
- エアプレーン超高層ビル激突（レス・タガート〈パトリック・ウェイン〉）※テレビ朝日版
- チキ・チキ・バン・バン（カラクタカス・ポッツ〈ディック・ヴァン・ダイク〉）※TBS版
- 群衆の中の殺し屋（クエンチン〈クリストファー・プラマー〉）※テレビ朝日版

1979年
- 女王陛下の007（ジェームズ・ボンド〈ジョージ・レーゼンビー〉）※TBS版

1980年
- ミスター・ノーボディ（ノーボディ〈テレンス・ヒル〉）※フジテレビ版
- 名犬ウォン・トン・トン（ルディ・モンタギュー〈ロン・リーブマン〉） ※テレビ朝日版
- サンバーン（ジェイク・デッカー〈チャールズ・グローディン〉）※フジテレビ版

1981年
- カプリコン・1（チャールズ・ブルーベーカー〈ジェームズ・ブローリン〉）※テレビ朝日版
- 大頭脳（アーサー〈ジャン＝ポール・ベルモンド〉）※日本テレビ版
- アトランティス7つの海底都市（グレッグ・コリンソン〈ダグ・マクルーア〉）※テレビ朝日版

1982年
- 踊る大紐育（ゲイビー〈ジーン・ケリー〉）※テレビ朝日版

1984年
- おかしなおかしな石器人（アトゥーク〈リンゴ・スター〉）※フジテレビ版

1985年
- ドラゴンロード（実況アナウンサー〈何鑑江〉）※フジテレビ版

1986年
- マジック・ボーイ（スチュー〈ラウル・ジュリア〉）※フジテレビ版

1987年
- スプラッシュ（ウォルター・コーンブルース〈ユージン・レヴィ〉）※フジテレビ版

1988年
- コマンド5（ブレア・モーガン〈スティーヴン・パー〉） ※フジテレビ版
- ビッグ・ビジネス（ファビオ〈ミケーレ・プラチド〉） ※ソフト版

1991年
- ショート・サーキット2 がんばれ!ジョニー5（フレッド・リッター〈マイケル・マッキーン〉） ※ソフト版
- コイサンマン（ナレーター） ※TBS版
- 張り込み（クリス〈リチャード・ドレイファス〉） ※フジテレビ版

1996年
- ジキル博士はミス・ハイド（オリヴァー・ミンツ〈スティーヴン・トボロウスキー〉） ※ソフト版

1997年
- レスリー・ニールセンのドラキュラ（トーマス・レンフィールド〈ピーター・マクニコル〉） ※ソフト版

1998年
- ビーン（Mr.ビーン〈ローワン・アトキンソン〉） ※ソフト版

2001年
- どつかれてアンダルシア (仮)（ブルーノ〈エル・グラン・ワイオミング〉） ※ソフト版
- レスリー・ニールセン 裸のサンタクロース（サンタクロース〈レスリー・ニールセン〉） ※ソフト版

2002年
- ワイルド・ワイルド・ウエスト（アーリス・ラブレス工学博士〈ケネス・ブラナー〉） ※日本テレビ版

2004年
- くたばれ!ハリウッド（ナレーター〈ロバート・エヴァンス〉）※ソフト版
- スペース カウボーイ（ジェリー・オニール〈ドナルド・サザーランド〉） ※日本テレビ版
- ハッピー・フライト（ジョン・ホイットニー教官〈マイク・マイヤーズ〉） ※ソフト版

#### ドラマ
放送時期不明
- 0011ナポレオン・ソロ
  - 第50話、第58話（スヴェン）、第77話

- 敵（クリント・キンブロー）
- 花のスチュワーデス  ※日本テレビ版

1961年
- シャノン（ジョー・シャノン〈ジョージ・ネイダー〉）※日本テレビ版

1963年
- サンセット77（1963年 − 1965年、レックス・ランドルフ〈リチャード・ロング〉）※KRT版

1966年
- バットマン（1966年 − 1967年、ブルース・ウェイン / バットマン〈アダム・ウェスト〉）※フジテレビ版

1967年
- 0022アンクルの女 （マーク・スレート〈ノエル・ハリソン〉）※日本テレビ版
- 奥様は魔女  ※TBS版
  - 第99話 『ミンクなんかいらない』（チャーリー〈アンガス・ダンカン〉）

- ワイオミングの兄弟  ※NHK版
  - 第7話 『恐怖の幌馬車』（ペリー〈ジェームズ・ステイシー〉）

1968年
- アダムス・ファミリー （1968年 − 1969年、ゴメズ・アダムス〈リー・メジャース〉）※東京12ch版
- ラット・パトロール（ラット・パトロール 第2シーズン）（1968年−1969年、ジャック・モフィット軍曹〈ゲイリー・レイモンド〉）

1969年
- 巨人の惑星 （1969年 − 1970年、スティーブ・バートン機長〈ゲイリー・コンウェイ〉）※東京12ch版
- 秘密指令S（1969年-1970年、スチュワート・サリバン〈ジョエル・ファビアニ〉）※日本テレビ版

1970年
- 謎の円盤UFO （1970年 − 1971年、エド・ストレイカー最高司令官〈エド・ビショップ〉）※日本テレビ版
- 南海のマイク
  - 第1話 『伝書ばとを追え』（ボブ〈ノエル・トレバーサン〉）

1972年
- スパイ大作戦（ダグ・ロバート〈サム・エリオット〉）※フジテレビ版
- スパイ大作戦 ※フジテレビ版
  - 第106話 『狂気のルート』（メル・ブラッケン〈サル・ミネオ〉）

1977年
- 探偵スヌープ姉妹 （オストロスキー警部〈バート・コンヴィ〉）※NHK版
- ワンダーウーマン』※NET版
  - 第1話 『奇想天外! 空飛ぶ鉄腕美女ワンダーウーマン』（スティーブ・トレバー〈ライル・ワグナー〉）※パイロット版のみ担当

1988年
- 愛と哀しみのマンハッタン （カター〈ペリー・キング〉）※テレビ東京版

1990年
- 秘宝を追え!-イタリア特捜警察 （マッフェイ大尉〈ジュリアーノ・ジェンマ〉）※NHK版

1997年
- 刑事ナッシュ・ブリッジス  ※テレビ東京版
  - 第38話 『麻薬戦争』（ロバート・ブリッジス〈ジャン＝マイケル・ヴィンセント〉）

#### アニメ
- チキチキマシン猛レース（キザトト君）
- ドボチョン一家の幽霊旅行（マイク・ヤーロー）
- 虹をつかむネコ（ワルド）
- ミクロ決死隊（ブラック・アイ）
- スーパーマン（クラーク・ケント）
- まんがバットマン（ブルース・ウェイン/バットマン）※東京12チャンネル版
- スパイダーマン（J・ジョナ・ジェイムソン（2代目））※東京12チャンネル版
- 幽霊城のドボチョン一家（ミイラ男）
- ロケット・ロビンフッド（ロケット・ロビンフッド）[54][55]

#### 人形劇
- キャプテン・スカーレット（マゼンダ大尉）

### テレビアニメ
1965年
- スーパージェッター（ミム博士）

1966年
- スーパーマンの新冒険（クラーク・ケント/スーパーマン）

1967年
- リボンの騎士（ブラッド〈2代目〉）

1968年
- 佐武と市捕物控（響京之介）

1969年
- 紅三四郎
- どろろ（鯖目）
- ムーミン（1969年 - 1972年、スノーク） - 2シリーズ

1971年
- あしたのジョー（カーロス・リベラ）
- アンデルセン物語（イブ）
- 巨人の星
- 天才バカボン

1973年
- ゼロテスター（1973年 - 1974年、剣持勉キャプテン）
- ワンサくん（カトリーヌの恋人、プードル犬）

1974年
- 宇宙戦艦ヤマト（1974年 - 1975年、古代守）
- 空手バカ一代
- 小さなバイキングビッケ（スノッペ）

1975年
- ラ・セーヌの星（ロベール・ド・フォルジュ / 黒いチューリップ、ナレーター）

1978年
- キャプテン・フューチャー（キャプテンフューチャー）

1979年
- 宇宙戦艦ヤマト 新たなる旅立ち（古代守）

1981年
- ルパン対ホームズ（アルセーヌ・ルパン）

1984年
- 名探偵ホームズ（ホームズ）

1993年
- ミラクル☆ガールズ（ナレーション）

1998年
- それいけ!アンパンマン（ハムレッド〈初代〉）

2004年
- MEZZO -メゾ-（黒川健一） ※特別出演

### 劇場アニメ
- 宇宙戦艦ヤマト（1977年、古代守[63]）
- さらば宇宙戦艦ヤマト 愛の戦士たち（1978年、ナレーター[64]）
- ヤマトよ永遠に（1980年、古代守[65]）
- 聖闘士星矢 真紅の少年伝説（1988年、アベル）
- 劇場版ポケットモンスター 水の都の護神 ラティアスとラティオス（2002年、アナウンサー） ※特別出演
- Pa-Pa-Pa ザ★ムービー パーマン タコDEポン!アシHAポン!（2004年、ドクトル・オクト）

### OVA
- ルパン三世 パイロットフィルム（TV版）（1971年、ルパン三世）
- YAMATO2520（1995年、ナレーション）
- ガンビー（2001年、ナレーション）
- MEZZO FORTE（2004年、黒川健一）※18禁アニメ

### ゲーム
1990年代
- アローン・イン・ザ・ダーク（1994年、ナレーター）※3DO版
- 天外魔境 第四の黙示録（1997年、Dr.M）
- 宇宙戦艦ヤマト 遥かなる星イスカンダル（1999年、古代守） * たまごDEパズル（1999年、ゲーム実況）

2000年代
- ガイアマスター（2000年、ガラハッド）
- さらば宇宙戦艦ヤマト 愛の戦士たち（2000年、ナレーター）
- SDガンダム GGENERATION（2001年 - 2002年、シャリア・ブル、イワン・イワノフ） - 2作品
- 宇宙戦艦ヤマト イスカンダルへの追憶（2004年、古代守、ナレーター）
- 宇宙戦艦ヤマト 暗黒星団帝国の逆襲（2005年、古代守、ナレーター）
- 宇宙戦艦ヤマト 二重銀河の崩壊（2005年、古代守、ナレーター）
- 3DO TWISTED（2006年、司会進行）
- デストロイ オール ヒューマンズ!（2007年、ナレーター）

### ドラマCD
- MEZZO -メゾ-番外編「音の殻」（黒川健一）

### 特撮
- 獣拳戦隊ゲキレンジャー（2007年、テレビ朝日）（タブーの声）

### テレビドラマ
- 星光る（1964年、NHK総合 連続ドラマ）（俊輔）
- 忍者部隊月光（1964年、フジテレビ）（月明、望月）
- 丸太と包丁（1968年、日本テレビ）
- 竜馬がゆく（1968年、NHK総合 大河ドラマ）
- 家光が行く（1972年、日本テレビ)（ナレーション）
- 竜馬におまかせ!（1996年、日本テレビ)（ナレーション）

### 映画
- あいつばかりが何故もてる（ノンクレジット）
- 殺すまで追え 新宿25時（杉江刑事）
- 夜の熱帯魚（榊達也）
- 男はつらいよ（1969年、第1作）（さくらの見合い相手）
- チーちゃんごめんね（本人役） ※特別出演
- 笑う大天使（ナレーション）

### テレビ番組

#### 情報番組
| 期間      | 期間       | 番組名                             | 役職                                           |
| --------- | ---------- | ---------------------------------- | ---------------------------------------------- |
| 1982年4月 | 1985年9月  | おはようテレビ朝日（テレビ朝日系） | 総合司会                                       |
| 1993年4月 | 1993年12月 | ARIGA-10（TBS）                    | ナレーション                                   |
| 1993年6月 | 時期不明   | 大阪ほんわかテレビ（ytv）          | ナレーター ※生放送スペシャルでは出演もしている |
| 2004年4月 | 時期不明   | プレミアの巣窟（フジテレビ）       | ナレーション                                   |

#### バラエティ・クイズ関連・スポーツ関連番組・その他
- 23時ショー（NET）月曜日司会
- ビートたけしの!こんなはずでは!!（テレビ朝日）（ナレーション）
- クイズところ変れば!?（テレビ東京系）（ナレーション）
- 競馬中継（フジテレビ）司会
- 今夜は最高!（日本テレビ系）ゲスト出演
- ごちそうさま（日本テレビ系）ゲスト出演
- 信ジラレナイ99連発（日本テレビ系）（ナレーター）
- 全国大食い選手権（テレビ東京系）（メインナレーター）
- ミッドナイトビデオジョッキー（テレビ東京）司会
- THE WEEKWND（MXテレビ）司会
- プロ野球珍プレー好プレー大賞（フジテレビ、大リーグ版ナレーション）
- スーパージャンボクイズ'80（フジテレビ、ナレーター）

### 劇中歌
- スノーク家のしつけ
- タコDEポン!アシHAポン!

### CD
- SHOW-SKA　ミニアルバム-ATAMI GO!GO! '67-　曲名：ミスターBOO!インベーダー作戦（ゲストMC）

### ラジオ
- 江戸川乱歩シリーズ（NHKラジオ第1）（明智小五郎）
- FMシアター劇作家シリーズ『F001号〜白浜エネルギー作戦〜』（NHK-FM）（F001号）
- 歌のカーニバル（TBSラジオ）
- いすゞ歌うヘッドライト〜コックピットのあなたへ〜（TBSラジオ）
- 星へ行く船（文化放送）（山崎太一郎）
- 男たちの夜…かな!?（ラジオ関東。現：RFラジオ日本）
- ハローヤングラブ（ラジオ関東）（司会）
- プレイボーイ2 （ラジオ関東） MC
- 昨日・今日・明日（ラジオ関東）
- お父さんバンザイ（アール・エフ・ラジオ日本）
- レコパル音の仲間たち（FM東京）

### CM
- 浅田飴『浅田飴（のど薬）』
  - 1980年頃には黒柳徹子と素顔で共演したCMもあった。また、これが縁となったのか『徹子の部屋』に幾度かゲスト出演している。
  - その『徹子の部屋』でロジャー・ムーアの事を「殴る演技があれほど下手な役者はいない」と言い、更に黒柳も「ディスコで見たけど、あんなリズム感のない人初めて」と言っていた。
- アサヒビール 『アサヒ黒生』、『アサヒ極旨』
- アリコジャパン（現メットライフ生命保険）
- いすゞ自動車 CMナレーション
- 伊勢丹（竹内まりやのデビュー曲がBGMに起用されていた）
- ウェディングプラザ新瀧 (結婚式場、現在は自主廃業) （福島県ローカル）
- エースコック『グルメキャップ』
- 興和各商品（槇大輔と交互に担当）
- 東芝各商品
- キリン・シーグラム（現キリンディスティラリー） 『ロバートブラウン』
- キャセイパシフィック航空（CI導入以前）
- コーエー 『クロックアドベンチャー』（1999年）
- 小林製薬各商品
- スズキ 『アルト』（1984年）
- スクウェア（現スクウェア・エニックス）『チョコボの不思議なダンジョン』（1997年）
- スクウェア 『半熟英雄 ああ、世界よ半熟なれ…!!（ワンダースワン）』（2002年）
- スクウェア 『ファイナルファンタジー4（ワンダースワン）』（2002年）
- スクウェア 『魔界塔士Sa・Ga（ワンダースワン）』（2002年）
- スクウェア 『ロマンシング サ・ガ（ワンダースワン）』（2001年）
- スパワールド 『2000年だから無理して2,000円キャンペーン』（2000年）
- セガ 『ソニック・ザ・ヘッジホッグ』（1991年）
- セガ メガドライブ2、メガCD2（1993年）
- セガ 『ソニックドリフト』（1994年）
- タイガー魔法瓶 『湯わかしエアーポット わきたて』（1982年）
- トヨタ自動車各商品
- ダイハツ 『アトレー』（1988年）
- 日産自動車 『サニー1200クーペGX』 CMナレーション（1970年）
- 日清食品 日清極盛やきそば（1997年）
- 任天堂 『スーパーマリオカート』（1992年）
- 任天堂 『スーパーマリオコレクション』（1993年）
- 任天堂 『スーパードンキーコング』（1994年）
- 任天堂 『スーパードンキーコング2 ディクシー&ディディー』（1995年）
- 任天堂 『エキサイトバイク64』（2000年）
- 野村トーイ 『ゆらゆら揺れるハッピー家族の楽しい仲間たち』[注 4]（1977年）
- パイオニア『Mini 3』『PROJECT 7000』『TVX-500』など。[注 5]
- ハトヤホテル『ホテルサンハトヤ・4126体操篇』CMナレーション（1976年）
- P&Gヘルスケア（現大正製薬） 『ヴィックスサイネックス』
- ビオフェルミン製薬 『新ビオフェルミン』
- 藤沢薬品（現第一三共ヘルスケア） 『ピロエース』
- ホテル聚楽
- マツダ 『カペラ』
- マッハランド（岩手県ローカル）
- 丸井 CMナレーション
- 森下仁丹 『レモン仁丹』
- 森永製菓 『エンゼルパイ』
- ヨネックス 『バドミントンラケット』
- ロッテ 『クランキーチョコレート』
- リクルート 週刊住宅情報（1981年、顔出し出演）

### その他コンテンツ
- ノーマン（ミレヨ大尉）
- ヤマト わが心の不滅の艦（ナレーター）

## 代役・後任
広川の死後、持ち役を引き継いだ人物は以下の通り。
なお、他の声優陣も総入れ替えされた作品（『宇宙戦艦ヤマト2202 愛の戦士たち』の古代守など）は趣旨から外れるため、この表には記載しない。
| 後任・代役 | キャラクター名               | 概要作品                   | 代役の初担当作品                |
| ---------- | ---------------------------- | -------------------------- | ------------------------------- |
| 落合弘治   | ジョー/ジョセフィン/ジュニア | 『お熱いのがお好き』       | WOWOW版追加部分                 |
| 古澤徹     | ダグ・ロバート               | 『スパイ大作戦』           | DVD追加収録部分                 |
| 森川智之   | イワン・イワノフ             | 『SDガンダム GGENERATION』 | 『SDガンダム GGENERATION WARS』 |